# La Raya de Calobre
La Raya de Calobre es un corregimiento del distrito de Calobre en la provincia de Veraguas, República de Panamá. La localidad tiene 496 habitantes (2010).